# Нова Весь-Концька
Нова Весь-Концька (пол. Nowa Wieś Kącka, нім. Neudorf bei Kanth) — село в Польщі, у гміні Конти-Вроцлавські Вроцлавського повіту Нижньосілезького воєводства.
Населення — 261 особа (2011).
У 1975-1998 роках село належало до Вроцлавського воєводства.

## Демографія
Демографічна структура станом на 31 березня 2011 року:
|          | Загалом | Допрацездатний вік | Працездатний вік | Постпрацездатний вік |
| -------- | ------- | ------------------ | ---------------- | -------------------- |
| Чоловіки | 134     | 32                 | 91               | 11                   |
| Жінки    | 127     | 26                 | 69               | 32                   |
| Разом    | 261     | 58                 | 160              | 43                   |